# Диэлектрическая спектроскопия
Диэлектри́ческая спектроскопи́я является частью импеда́нсной спектроскопии — раздел спектроскопии, изучающей диэлектрические свойства среды в зависимости от частоты.
Основана на взаимодействии внешнего поля с электрическим дипольным моментом образца, часто выражаемым диэлектрической проницаемостью.
Также является экспериментальным методом для изучения электрохимических систем. При этом методе измеряют электрический импеданс системы в некотором диапазоне частот, и, следовательно, выявляется частотный отклик системы, включающий эффекты накопления и рассеяния энергии.
Часто данные, полученные с помощью электрохимической импедансной спектроскопии (EIS), графически выражают на графике Боде (ЛАФЧХ) или Найквиста.
Импеданс — это противодействие потоку переменного тока (AC). Пассивная электрическая система содержит элементы рассеивания энергии (резистор) и элементы накопления энергии (конденсатор). Если система является чисто резистивной, то сопротивление переменному или постоянному току (DC) является просто сопротивлением. Материалы или системы, имеющие несколько фаз (такие как композиты или гетерогенные материалы), обычно демонстрируют универсальный диэлектрический отклик, в результате чего диэлектрическая спектроскопия выявляет соотношение степенного закона между импедансом (или обратным, адмиттансом) и частотой прикладываемого переменного поля.
Практически любая физико-химическая система, такая как гальванические элементы, генераторы массового пучка или даже биологическая ткань, обладает свойствами накопления и рассеивания энергии. EIS рассматривает их.
Этот метод распространился за последние несколько лет и в настоящее время широко используется в самых разных научных областях, таких как тестирование топливных элементов, биомолекулярное взаимодействие и оценка микроструктур. Часто EIS раскрывает информацию о механизме реакции электрохимического процесса: различные стадии реакции будут доминировать на определённых частотах, а частотная характеристика, показанная EIS, может помочь идентифицировать границы этих стадий.

## Диэлектрические механизмы
Существует ряд различных диэлектрических механизмов зависимости диэлектрической проницаемости от частоты, это связано с тем, как исследуемая среда реагирует на приложенное поле (см. рисунок на рисунке). Каждый диэлектрический механизм сосредоточен вокруг своей определённой частоты, которая является обратной величиной характерного времени процесса. В целом диэлектрические механизмы можно разделить на диэлектрические и резонансные процессы. Наиболее распространенными, на высоких частотах, являются электронная поляризация, атомная поляризация, дипольная поляризация, ионная поляризация, диэлектрическая поляризация.

### Электронная поляризация
Этот резонансный процесс происходит в нейтральном атоме, когда электрическое поле смещает электронную плотность относительно окруженного ядра .
Это смещение происходит из-за равновесия между восстановительными и электрическими силами. Электронная поляризация может быть понята, если принять атом за точечное ядро, окруженное сферическим электронным облаком с равномерной плотностью заряда.

### Атомная поляризация
Атомная поляризация наблюдается, когда ядро атома переориентируется в ответ на электрическое поле. Это резонансный процесс. Атомная поляризация присуща природе атома и является следствием приложенного поля. Электронная поляризация относится к плотности электронов и является следствием приложенного поля. Атомная поляризация обычно мала по сравнению с электронной поляризацией.

### Дипольная поляризация
Это происходит из-за постоянных и индуцированных диполей, ориентированных на электрическое поле. Их ориентационная поляризация нарушается тепловым шумом (который неправильно выравнивает дипольные векторы от направления поля), а время, необходимое для поляризации диполей, определяется локальной вязкостью. Эти два факта делают дипольную поляризацию в значительной степени зависимой от температуры, давления и химического состава среды.

### Ионная поляризация
Ионная поляризация включает ионную проводимость и межфазную и пространственную поляризацию заряда. Ионная проводимость преобладает на низких частотах и вносит только потери в систему. Межфазная поляризация происходит, когда носители заряда захватываются на границах раздела гетерогенных систем. С этим связан эффект поляризации Максвелла-Вагнера-Силлара, когда носители заряда, блокированные на внутренних диэлектрических пограничных слоях (в мезоскопическом масштабе) или на внешних электродах (в макроскопическом масштабе), приводят к разделению зарядов. Заряды могут быть разделены значительным расстоянием и поэтому вносят вклад в диэлектрические потери, которые на порядки больше, чем отклик из-за молекулярных флуктуаций

### Диэлектрическая поляризация
Диэлектрическая поляризация в целом является результатом движения диполей (дипольная поляризация) и электрических зарядов (ионная поляризация) из-за приложенного переменного поля и обычно наблюдается в диапазоне частот 10 2−10 10 Гц. Поляризационные механизмы относительно медленны по сравнению с резонансными электронными переходами или молекулярными колебаниями, которые обычно имеют частоты выше 10 12 Гц.

## Законы

### Устойчивое состояние
Для окислительно-восстановительной реакции R {\displaystyle \leftrightarrow } O + e, без ограничения массопереноса, связь между плотностью тока и перенапряжением электрода определяется уравнением Батлера — Фольмера:
{\displaystyle j_{\text{t}}=j_{0}\left(\exp(\alpha _{\text{o}}\,f\,\eta )-\exp(-\alpha _{\text{r}}\,f\,\eta )\right)}
где {\displaystyle \eta =E-E_{\text{eq}},\;f=F/(R\,T),\;\alpha _{\text{o}}+\alpha _{\text{r}}=1,} {\displaystyle j_{0}} плотность обмениваемого тока,
{\displaystyle \alpha _{\text{o}}} и {\displaystyle \alpha _{\text{r}}} — факторы симметрии.
Кривая {\displaystyle j_{\text{t}}\;vs.\;E} не является прямой линией (рисунок), поэтому окислительно-восстановительная реакция является нелинейной системой.

### Динамическое поведение

#### Сопротивление Фарадея
В электрохимической ячейке импеданс Фарадея на границе раздела электролит-электрод представляет собой совместное электрическое сопротивление и ёмкость.
Предположим, что соотношение Батлера — Фольмера правильно описывает динамическое поведение окислительно-восстановительной реакции:
{\displaystyle j_{\text{t}}(t)=j_{\text{t}}(\eta (t))=j_{0}\,\left(\exp(\alpha _{\text{o}}\,f\,\eta (t))-\exp(-\alpha _{\text{r}}\,f\,\eta (t))\right).}
Динамическое поведение окислительно-восстановительной реакции характеризуется так называемым сопротивлением переноса заряда, определяемым:
{\displaystyle R_{\text{ct}}={\frac {1}{\partial j_{\text{t}}/\partial \eta }}={\frac {1}{f\,j_{0}\,\left(\alpha _{\text{o}}\,\exp(\alpha _{\text{o}}\,f\,\eta )+\alpha _{\text{r}}\,\exp(-\alpha _{\text{r}}\,f\,\eta )\right)}}.}
Значение сопротивления переноса заряда изменяется в зависимости от перенапряжения. В этом простейшем примере импеданс Фарадея сводится к сопротивлению. Стоит отметить, что:
{\displaystyle R_{\text{ct}}={\frac {1}{f\,j_{0}}},} за {\displaystyle \eta =0.}

#### Двухслойная ёмкость
Соединение электрод {\displaystyle |} электролит ведет себя как ёмкость, которая называется электрохимической двухслойной ёмкостью {\displaystyle C_{\text{dl}},} эквивалентная схема для окислительно-восстановительной реакции на рис. 2 включает в себя двухслойную ёмкость, а также сопротивление переноса заряда. Другая аналоговая схема, обычно используемая для моделирования электрохимического двойного слоя называется элементом с постоянной фазой.
Электрический импеданс этой цепи легко получить, из ёмкостного импеданса, который определяется как:
{\displaystyle Z_{\text{dl}}(\omega )={\frac {1}{{\text{i}}\,\omega \,C_{\text{dl}}}},}
где {\displaystyle \omega } - угловая частота синусоидального сигнала (рад/с),
{\displaystyle \scriptstyle {{\text{i}}^{2}=-1}.}
Получается:
{\displaystyle Z(\omega )={\frac {R_{\text{t}}}{1+R_{\text{t}}\,C_{\text{dl}}\,{\text{i}}\,\omega }}.}
Диаграмма Найквиста для полного сопротивления цепи, показанной на рис. 3, представляет собой полукруг диаметром {\displaystyle \scriptstyle {R_{\text{t}}}} и угловая частота на вершине равна {\displaystyle \scriptstyle {1/(R_{\text{t}}\,C_{\text{dc}})}} (Рис. 3). Можно использовать другие способы представления, например график Боде.

#### Омическое сопротивление
Омическое сопротивление {\displaystyle R_{\Omega }} появляется последовательно с электродным импедансом реакции, а диаграмма Найквиста переводится вправо.

### Универсальный диэлектрический отклик
При воздействии переменного тока с изменяющейся частотой гетерогенные системы и композитные материалы демонстрируют универсальный диэлектрический отклик, в котором суммарная проводимость демонстрирует область степенного закона, изменяющегося по частоте {\displaystyle Y\propto \omega ^{\alpha }}.

## Измерение параметров импеданса
Построение диаграммы Найквиста с потенциостата и анализатора импеданса, чаще всего включенным в современные потенциостаты, позволяет пользователю определять сопротивление переноса заряда, ёмкость двойного слоя и омическое сопротивление. Плотность обменного тока {\displaystyle j_{0}} можно легко определить, измеряя импеданс окислительно-восстановительной реакции для {\displaystyle \eta =0.}
Диаграммы Найквиста состоят из нескольких дуг для реакций, более сложных, чем окислительно-восстановительные и с ограничениями массообмена.

## Приложения
Электрохимическая импедансная спектроскопия имеет широкую область применения.
В лакокрасочной промышленности и нанесении покрытий она является полезным методом для исследования качества покрытий и обнаружения наличие коррозии.
Также используется во многих биосенсорных системах в качестве метода без контраста для измерения концентрации бактерий и для обнаружения опасных патогенов, таких как Escherichia Coli O157: H7 и Salmonella и дрожжевых клеток.
Электрохимическая импедансная спектроскопия также используется для анализа и оценки различных пищевых продуктов. Некоторыми примерами являются изучение взаимодействий пищевых продуктов и упаковок, анализ состава молока, характеристики и определение конечной точки замерзания смесей мороженого мера старения мяса, исследование зрелости и качества плодов и определение свободной кислотности в оливковом масле.
В области мониторинга здоровья человека он более известен как анализ биоэлектрического импеданса (BIA) и используется для оценки состава тела а также различных параметров, таких как общее количество воды в организме и массы свободного жира.
Электрохимическая импедансная спектроскопия может использоваться для получения частотной характеристики электрохимических батарей.
Биомедицинские датчики, работающие в микроволновом диапазоне, основаны на диэлектрической спектроскопии для обнаружения изменений диэлектрических свойств в некотором диапазоне частот. База данных IFAC может использоваться в качестве источника данных для получения диэлектрических свойств тканей человеческого организма.